# 高颢
高颢（？—？），字门贤，勃海郡蓨县（今河北省衡水市景县）人，北魏官员。

## 生平
高颢学识广博有声誉，从司空参军转任员外郎，袭爵建康子，升任符玺郎中，外任冀州别驾，还没上任，遇到冀州刺史元愉占据冀州反叛，魏宣武帝元恪派遣尚书李平为都督，率领军队讨伐。李平以高颢是冀州的领袖人物，于是引荐为录事参军，仍兼任统军，军事机密的取舍，大多与高颢商议决定。俘虏元愉后，另有元愉党羽一千多人都要被斩首，高颢认为他们是被裹挟逼迫的党徒，之前以许诺赦免，应该为他们上表陈情宽恕。李平听从了，于是一千多人都蒙受保全。叛乱平息后，高颢仍出任冀州别驾，当时遭遇战乱之后，因此发生饥荒，高颢为官，务存宽容清静的原则，很得舆论的赞扬。高颢很快加陵江将军，因事获罪被免官。很久之后，高颢加镇远将军，升任辅国将军、中散大夫，转任征虏将军，仍为中散大夫，在任内去世，虚岁四十九，朝廷赠予平东将军、沧州刺史，谥号惠。

## 家庭

### 祖父
- 高祐，北魏辅国将军、光禄大夫、建康灵侯

### 父亲
- 高和璧，北魏中书博士

### 兄弟
- 高雅，北魏建威将军、定州抚军府长史
- 高谅，北魏骁骑将军、徐州行台、忠侯

### 夫人
- 顿丘李氏，北魏使持节、散骑常侍、镇军大将军、尚书右仆射、武邑文烈公李平之女，东魏卫将军、秘书监、彭城侯李谐的姐妹[4][5]

### 子女
- 高德政，北齐侍中、尚书右仆射、蓝田康公